# Alessandro Franchi
Alessandro Franchi (ur. 25 czerwca 1819 w Rzymie, zm. 31 lipca 1878 tamże) – włoski duchowny katolicki, dyplomata, kardynał, wysoki urzędnik Kurii Rzymskiej.
Ukończył seminarium rzymskie, gdzie uzyskał doktoraty z filozofii, teologii i utroque iure. Święcenia kapłańskie otrzymał 16 marca 1842. Został następnie wykładowcą filozofii na macierzystej uczelni, dyplomacji na Pontyfikalnej Akademii Dostojników Szlacheckich i historii Kościoła na Uniwersytecie Rzymski. Od roku 1842 rozpoczął pracę w Kurii, gdzie był attaché w sekretariacie Kongregacji ds. Nadzwyczajnych Spraw Kościoła i minutantem w Sekretariacie Stanu. W latach późniejszych otrzymał tytuły szambelana, prywatnego szambelana supernumerariusza i prałata domowego. W roku 1848, podczas Wiosny ludów, powierzono mu delikatną misję dyplomatyczną do cesarza Ferdynanda I w celu przekonania go do rezygnacji z terytoriów habsburskich we Włoszech. W latach 1856–1859 internuncjusz w Toskanii.
19 czerwca 1856 otrzymał nominację na tytularnego arcybiskupa Tessalonika. Sakry udzielił mu sam papież Pius IX. Po upadku Wielkiego Księstwa Toskanii i włączeniu go do Królestwa Sardynii powrócił do Rzymu, gdzie został sekretarzem w Kongregacji ds. Nadzwyczajnych Spraw Kościoła (lata 1860–1868), w roku 1859 mianowany Asystentem Tronu Papieskiego. W latach 1868–1869 był nuncjuszem w Hiszpanii, ale z powodu rewolucji zrezygnował z tej funkcji. Był jeszcze w latach późniejszych legatem do Konstantynopola po schizmie Kościoła Ormiańskiego wynikłej po ogłoszeniu dogmatu o nieomylności papieskiej. Misja powiodła się (do czasu gdy przy życiu pozostawał ówczesny sułtan).
Na konsystorzu w 1873 mianowany kardynałem z tytułem prezbitera Santa Maria in Trastevere. W latach 1874–1878 sprawował funkcję prefekta Kongregacji Rozkrzewiania Wiary i Kościołów Wschodnich. Brał udział w konklawe 1878. Jako że był gorącym zwolennikiem wyboru kardynała Pecciego, nowy papież 5 marca 1878 mianował go Sekretarzem Stanu, prefektem Pałacu Apostolskiego i administratorem Patrymonium Stolicy Świętej, które to funkcje sprawował krótko, zmarł bowiem nagle na malarię. Prężnie rozwijająca się kariera utalentowanego dyplomaty została więc przedwcześnie przerwana. Pochowany na Campo Verano.